# Stattbau

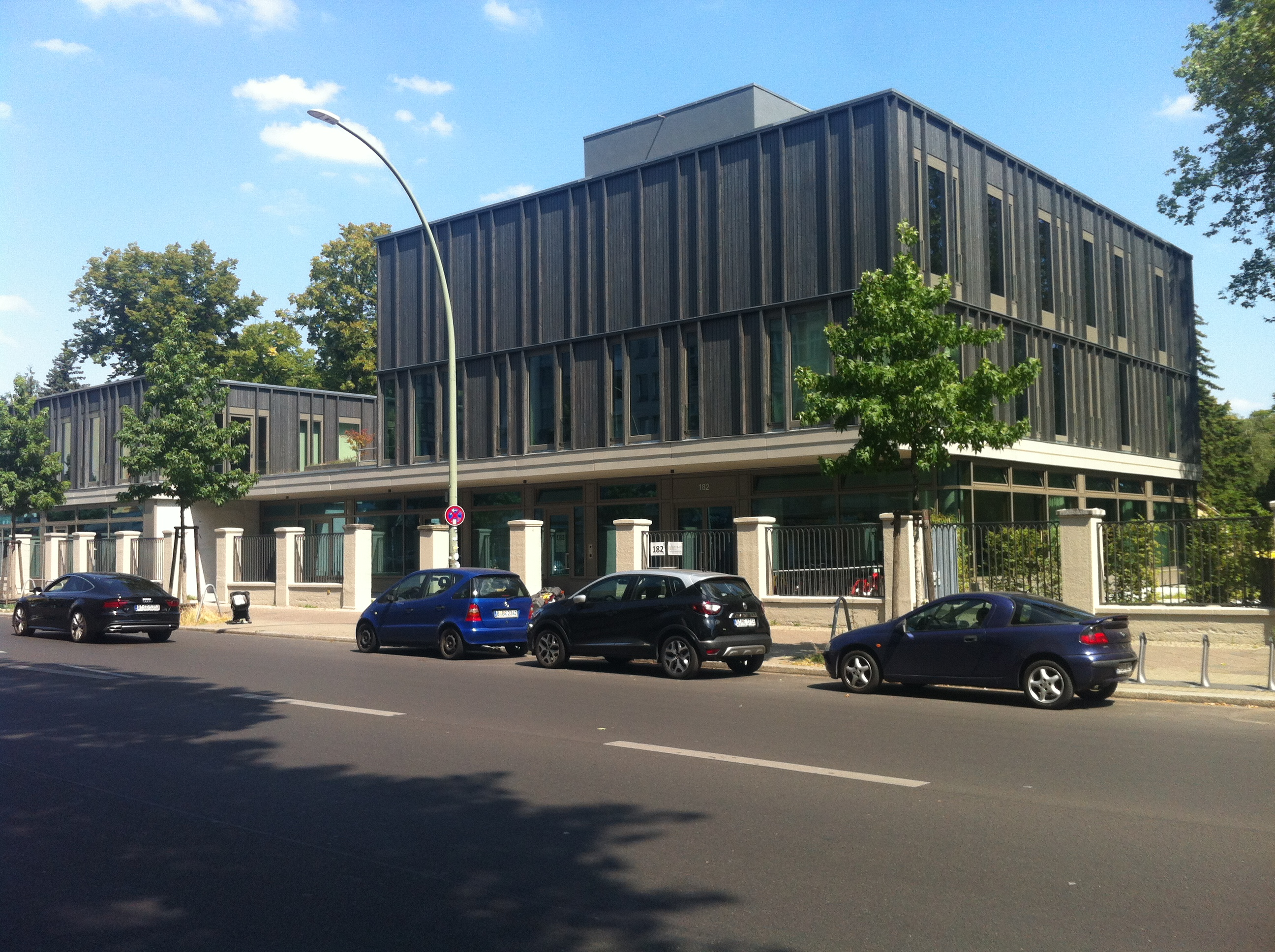
Seit Dezember 2019 Sitz von Stattbau in der Hermannstraße in Neukölln (2020)

Die STATTBAU GmbH ist eine 1983 gegründete Stadtentwicklungsgesellschaft mit Sitz in Berlin. Stattbau handelt als Unternehmen im Staatsauftrag und seit den 1990er Jahren auch in Zusammenarbeit mit öffentlichen und gemeinnützigen Institutionen mit Schwerpunkt in der Stadterneuerung Berlin.
Stattbau war als Sanierungsträger Akteur der Behutsamen Stadterneuerung in Berlin ab den 1980er Jahren und legt traditionell Wert auf Bürgerbeteiligung. Nach der Wiedervereinigung zählte Stattbau zu den Trägern in den Sanierungs- und Stadtumbau-Projekten in Ost-Berlin und Brandenburg. Heute werden Projekte auch bundesweit realisiert.

## Unternehmen
„Die Tätigkeit von Stattbau als Sanierungsträger besteht in der Unterstützung und Entwicklung von stadtteilbezogenen Modellen für den Wohnungs- und Gewerbebau und damit verbundener Infrastrukturmaßnahmen sowie für Instandsetzungs- und Modernisierungsmaßnahmen.“ (Klassifizierung des Statistischen Bundesamtes). Stattbau führt Treuhandtätigkeiten aus.

### Gesellschafter
- Deutscher Paritätischer Wohlfahrtsverband, Landesverband Berlin
- Evangelischer Kirchenkreis Berlin Stadtmitte
- Stiftung Invitrust
- Mitarbeiterbeteiligung GbR

### Arbeitsfelder
- Stadt·Beratung    (Wohnbau-Genossenschaften)
- Stadt·Entwicklung (Stadtumbau und -sanierung)
- Stadt·Projekte    (Infrastruktur, Denkmalschutz, Ökologie, Öffentliche Bereiche)
- Stadt·Raum·Kirche (Nutzungs- und Entwicklungskonzepte Kirchen und Friedhöfe)

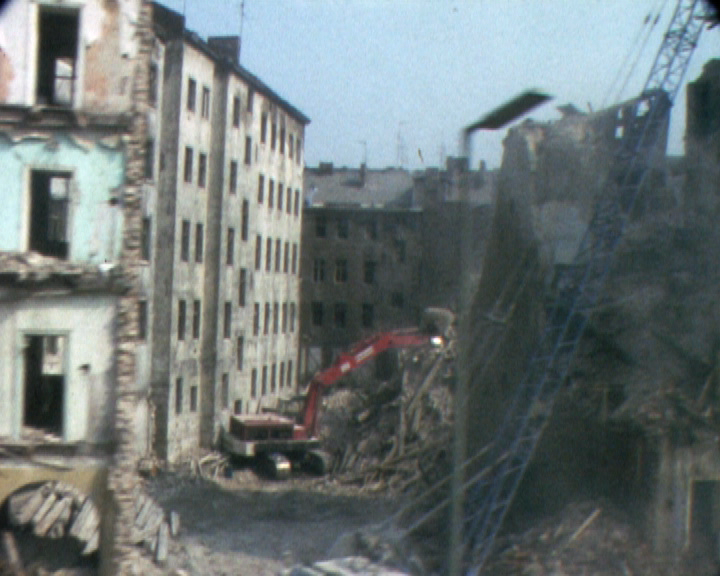
15 Flächensanierung: Abriss des Block 104 in Kreuzberg 1980

## Geschichte
Die Gründung von Stattbau fand vor dem Hintergrund bis dahin in der Nachkriegszeit unbekannter Unruhen in der Bevölkerung West-Berlins Anfang der 1980er Jahre statt.

### Hintergrund

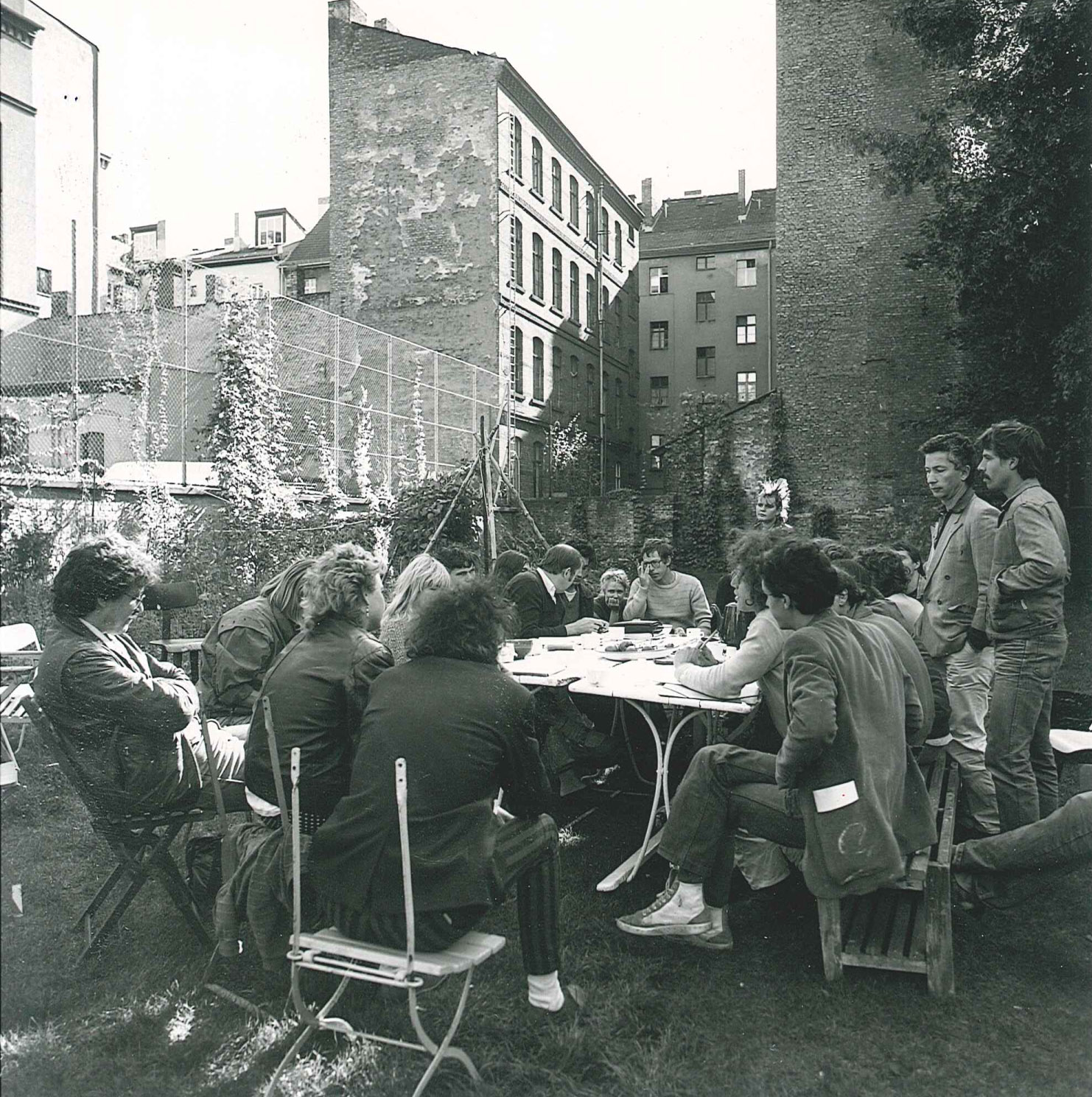
Treffen des Aufsichtsrats von Stattbau 1983

Im Rahmen der Flächensanierung, die ab 1964 als Konzept der Stadtentwicklung in Berlin den Abriss der Altbau-Stadtquartiere zugunsten von Neubauten vorantrieb, kam es nach eher deklamatorischem Widerstand Mitte der 1970er Jahre, ab 1979 zu ersten „Instandbesetzungen“, die ab Frühjahr 1981 in eine Welle von Hausbesetzungen vor allem in Kreuzberg und Schöneberg mündeten. Der Versuch der Senatspolitik, mit Polizeieinsätzen diese ‚Sanierungshemmnisse‘ zu beseitigen, scheiterte nicht nur an der ausdauernden Konfliktbereitschaft der meist jugendlichen Besetzer, sondern auch an deren Unterstützung in der Bevölkerung und in Institutionen.
Hinzu kam Widerstand gegen die „Kaputtsanierung“ unter Stadtplanern, Architekten und selbst in Behörden. Mit dem Senatsbeschluss zur Ausrichtung einer Internationalen Bauausstellung (IBA), zuerst geplant zum Jahr 1984, konnten die Opponenten gegen die Sanierungspraktiken der 1960/1970er Jahre eine gut finanzierte Projekt- und Veranstaltungsreihe nutzen, um mit der „Behutsamen Stadterneuerung“ ein auch in der Politik schließlich mehrheitsfähiges Konzept zu erstellen, das im Verlauf der 1980er Jahre zu einer Umorientierung in der Stadterneuerung Berlins führte.
Umfassend siehe: Stadterneuerung Berlin: Hintergrund der Konflikte der 1970/80er Jahre
Faktisch wurde die Flächensanierung durch die im Sommer 1981 rund 170 Häuser zählenden Besetzungen gestoppt, die jedoch juristisch als Rechtsbruch gewertet, den Innensenator Heinrich Lummer zu massiven Gegenmaßnahmen veranlassen konnten. Die zahlreichen Räumungen führten dann zu Straßenkämpfen, die sich zu ‚bürgerkriegsähnlichen Unruhen‘ steigerten.
Nachdem im September 1981 im Rahmen einer Großaktion der Polizei der Hausbesetzer Klaus-Jürgen Rattay ums Leben gekommen war, wurden auf Initiative des Regierenden Bürgermeisters Richard von Weizsäcker vom Bischof der Evangelischen Kirche in Berlin, Martin Kruse, Gespräche vermittelt, mit dem Ziel einer dauerhaften „friedlichen Lösung“ der Konflikte. Zum Partner im Kontakt zu den Hausbesetzer-Gruppen wurde die Organisation Netzwerk Selbsthilfe e. V., eine Gründung der 68er-Bewegung zur Finanzierung von Alternativprojekten, gewonnen.

### Weg zur Konfliktlösung
Der von der Kirche beauftragte Rechtsanwalt Rainer Papenfuß brachte den Vorschlag ein, einen alternativen Sanierungsträger für ‚verhandlungsbereite Häuser‘ einzurichten. Dies ließ sich erst nach heftigen internen Auseinandersetzungen auf beiden Seiten mit einem die Verständigung permanent gefährdenden, wechselseitigen Aktionismus erreichen. Netzwerk hatte im April 1982 zunächst einen Sanierungsträger mit Namen Netzbau gegründet, der jedoch von einer Mitgliederversammlung im Dezember 1982 nach einer als beabsichtigte Provokation durch den Innensenator gewerteten Räumung, wieder aufgelöst worden war.
Zur Problematik: Gründungsphase Netzbau/Stattbau
Nach erneuerten Gesprächen kam es zu einer Aufhebung des Auflösungsbeschlusses und zu einer auf erweiterter Grundlage stehenden und von Netzwerk abgelösten Gründung des Sanierungsträgers Stattbau im März 1983. Am 13. Juli 1983 wurde Stattbau ins Handelsregister eingetragen.
Juristisch begleitet und ermöglicht wurde dieser Vorgang durch bereits seit den 1970er Jahren arbeitende Fachgruppen von Architekten und Stadtplanern unter Hardt-Waltherr Hämer, die teils von Bausenatoren unterstützt worden waren. Sie entwickelten parallel zum Konfliktgeschehen das Konzept einer „Behutsamen Stadterneuerung“, mit dem die Flächensanierung über den politischen auch im gesetzgebenden Prozess abgelöst werden konnte.
Bewährung in Kreuzberg
Der die komplexen Entwicklungen vor Ort regulierende und praktisch umsetzende Sanierungsträger Stattbau war nun das Unternehmen, das im Kreuzberger Block 103 mit 12 Häusern und dem besonders symbolträchtigen „Problemhaus“ Oranienstraße 198 im Block 104 vom Herbst 1983 bis 1986 den Kommunikations- und Arbeitsprozess ‚mustergültig‘ bewältigte. Bilanziert wurde 1990er die Sanierung von insgesamt ca. 60 besetzten Häusern und einer damit verbundenen Legalisierung der Bewohnergruppen.
Beim Abschluss dieser Phase, die mit dem 1983 auch politisch verabschiedeten Konzept der Behutsamen Stadterneuerung eine grundlegende Wandlung der Stadterneuerung in Berlin eingeleitet hatte, erfolgte im historischen Prozess der Mauerfall und die Wiedervereinigung Deutschlands.
Neue Aufgabenstellung
Da in Berlin Ost und West unmittelbar zueinander kamen, wurde hier rasch der katastrophale Zustand der Gründerzeitviertel in Ost-Berlin offensichtlich. Es bestand hier hoher Handlungsbedarf und es standen die beiden, nun in komplexen Prozessen erfahrenen, auch vor allem demokratisch motivierten Sanierungsträger Stattbau und S·T·E·R·N zur Verfügung. Das erwies sich auch deshalb als günstig, weil die Betroffenenbeteiligung in der Arbeitsorganisation beider Unternehmen einen hohen Stellenwert besaß und sich in den Ost-Berliner Vierteln bereits aktive, gegen die dortige Stadtzerstörung opponierende Gruppen gebildet hatten.
Dies stellte für ein Jahrzehnt auch Stattbau vor neue Herausforderungen.

### Erste Zäsur 1990
Hardt-Waltherr „Gustav“ Hämer, Initiator der „Behutsamen Stadterneuerung“ beschrieb die Lage 1989:
„Hoher Leerstand, in Ost-Berlin ca. 25.000 Wohnungen, allein im Bezirk Prenzlauer Berg ca. 8.000, d. h. fast doppelt soviel wie in West-Berlin insgesamt zu Beginn der achtziger Jahre, als die Hausbesetzungen und die Auseinandersetzungen über die Wohnungspolitik ihren Höhepunkt erreichten; jahrzehntelang unterlassene Instandhaltung und fortgeschrittener Verfall eines großen Teils der Altbausubstanz, Mangel an dringend benötigten Baumaterialien; keine kostendeckende Bewirtschaftung der Häuser aus den laufenden Mieteinnahmen; Stadterneuerung ohne Bürgerbeteiligung, Abriß historisch wertvoller Gebäude, »Diktat des Plans« ohne Rücksicht auf soziale Strukturen und individuelle Bedürfnisse.“
Vor diesem Hintergrund und in Anbetracht der gebotenen Eile beschloss am 6. Februar 1990 „der Senat die ‚außerplanmäßige Mittelbereitstellung zur Förderung dringender Stadterneuerungsmaßnahmen im Großraum Berlin‘ in Höhe von 25 Millionen DM für in den Jahren 1990 und 1991 zu realisierende Maßnahmen.“ Die Mittel sollten insbesondere in Mitte und Prenzlauer Berg eingesetzt werden und die Vergabe war „an die Bedingung geknüpft, daß aus Ost-Berlin Komplementärmittel für die Erneuerungsmaßnahmen bereitgestellt werden.“ Damit wurde insgesamt „ein Bauvolumen von ca. 60 Millionen DM aktiviert.“
In West-Berlin standen die mit dem Umschwung von der Flächensanierung zur Behutsamen Stadterneuerung und auch mit selbstbewussten Mietergruppen erfahrenen Stadtsanierer STATTBAU und S·T·E·R·N nebst Städtischen Gesellschaften und einigen Büros zur Verfügung. Diese wurden vom Berliner Abgeordnetenhaus mit der Untersuchung der Zustände in den östlichen Stadtteilen betraut.
In Erwartung der Aufträge in Ost-Berlin wurden ab 1990 Qualifikationsprojekte eingerichtet, auch um einen erweiterten, eigenen Personalstock aufzubauen. Das Projekt Bauhof Friedrichshain (später Stattbauhof gGmbH) wurde für Arbeitslose aus dem Ostteil eingerichtet.
Weil es kaum möglich war, den Instanzen oder Unternehmen der DDR Erneuerungsprozesse zu übertragen, da dort viele Voraussetzungen organisatorischer, technischer und vor allem konzeptioneller Art fehlten, andererseits das Potenzial an fachlich-praktischen Qualifikationen einbezogen werden sollte und musste, führte dies zu vermehrten Planungs-Anforderungen. Um die informellen Lücken auf allen Ostberliner Fachgebieten zu schließen, zogen STATTBAU und S·T·E·R·N Mitarbeiter der Bauakademie der DDR heran.
Siehe auch: Erste Folgen der Wiedervereinigung

## Unternehmensentwicklung
Nach der komplexen Befassung mit der Sanierung und Legalisierung besetzter Häuser ab 1983 und den Notmaßnahmen in Berlin-Friedrichshain nach der Wende 1990, die in allen Fällen zum großen Teil ‚Vermittlungsarbeit‘ bedeutete und Stattbau häufig „zwischen zwei Stühle“ brachte, konnte die Gesellschaft ihre Aktivitäten auf eine Vielzahl von Arbeitsbereichen ausweiten.
Entsprechend zügig mussten die Voraussetzungen an einer Teilhabe an Stadterneuerungsverfahren durch die Senatsverwaltung für Stadtentwicklung geregelt werden. In erster Linie in den Funktionen als:
- Treuhänder
- Sanierungsbeauftragte
- Quartiermanager

Nachdem Stattbau 1983 die Qualifikation als Treuhänder der Stadt Berlin erhalten hatte, erhielt das nun unter STATTBAU firmierende Unternehmen 1992 den Treuhänderstatus des Landes Brandenburg und konnte Tätigkeiten in der Stadterneuerung in Nauen und Oranienburg aufnehmen.

### Chronik der Aktivitäten und Projekte (1990 bis 2002)
In seiner Chronik führt STATTBAU eine Auswahl zum Spektrum seiner Aktivitäten an:
- 1992: Als Treuhänder Brandenburg wird STATTBAU Sanierungsbeauftragte der Stadt Nauen zur „Neuordnung der Altstadt“ (Vorbereitung, Koordination und Durchführung).

- 1993: Im Plattenbauviertel Marzahn ein Jugendprojekt unter Einbezug der Jugendlichen „in der Form von baulichen Selbsthilfemaßnahmen“.

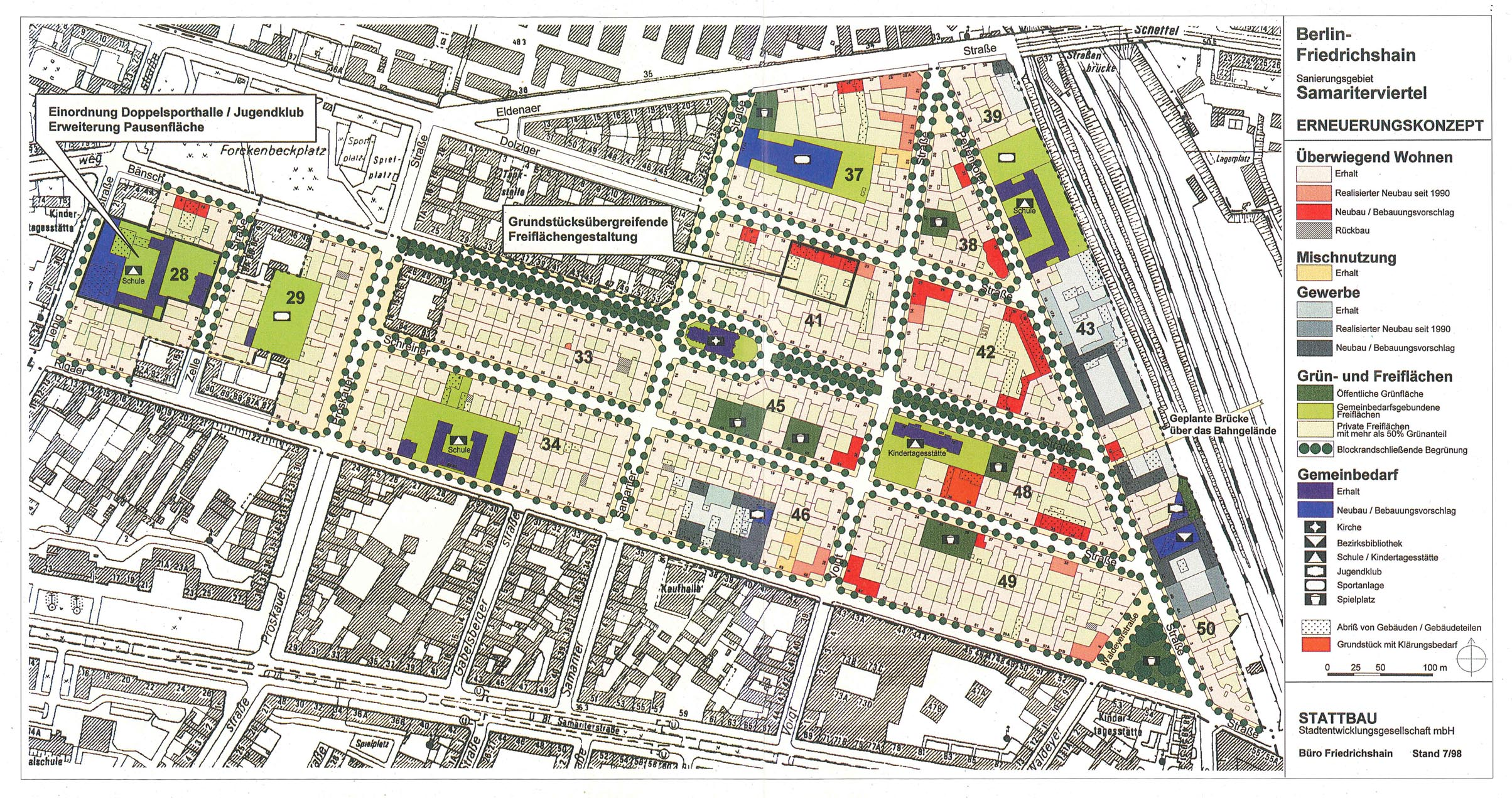
STATTBAU-Plan zum Erneuerungskonzept Samariterviertel

- 1993: In Ostberlin (Friedrichshain) beginnt das Sanierungsverfahren für das Samariterviertel, das bis 2011 begleitet wird.

- 1994 wird STATTBAU Sanierungsbeauftragte für die Altstadt und Innenstadt Oranienburg und die Gebietsentwicklung Neustädter Markt in Leipzig.

- 1995 werden in Berlin ökologische Defizite, aber auch Potenziale der Plattenbauweise als ökologisches Modellvorhaben beim Umbau der Georg-Lichtenberg-Oberschule ermittelt: „Die Umsetzung der Maßnahmen führt zu einer deutlichen Reduzierung der Betriebskosten.“

- 1996: Gründung der Bewohnergenossenschaft Friedrichsheim eG, die auch Einrichtung für Gewerberaum einschließt.

- 1997: Gründungsprojekt: Die STATTBAU Treuhandgrundstücke im Kreuzberger Block 103 – die sanierten und legalisierten Häuser der Besetzer – werden „im Rahmen der Privatisierung von der Genossenschaft Luisenstadt eG übernommen.“

- 1998: Übernahme der Sanierung des Industriestandortes Oberschöneweide in Treptow-Köpenick (Berlin), dazu 2007 das Quartiermanagement (Zeitspanne: 15 Jahre).

- 1999 wird mit dem Evangelischen Kirchenkreis Berlin Stadtmitte eine Projektwerkstatt Stadt.Raum.Kirche initiiert, um eine Bestandsaufnahme kirchlicher Liegenschaften durchzuführen.

- 2000: Umbau einer ehemaligen Kindertagesstätte in Berlin „Marzahn-Hellersdorf in Systembauweise in ein Zentrum für Frauen und Mädchen.“

- 2001: Spielplatzumbau im Samariterviertel unter Einbezug der Kinder.

- 2002: Beiträge zum Berliner Friedhofentwicklungsplan im Auftrag der Senatsverwaltung für Stadtentwicklung und den Bezirksämtern für 76 Friedhöfe.

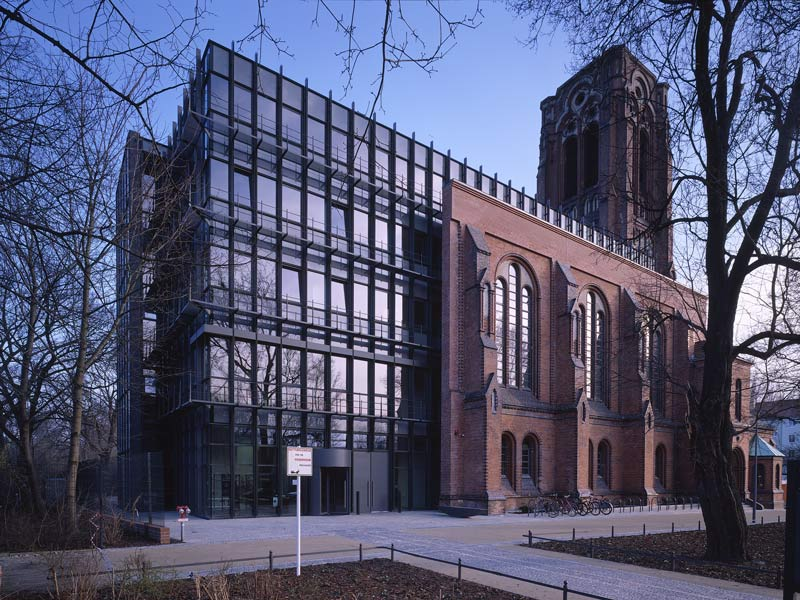
Sitz der Firma STATTBAU in der modernisierten Auferstehungskirche (Berlin-Friedrichshain)

Zwar dominierte das Engagement im Osten der Stadt, doch waren gleichzeitig auch im Westteil laufende Projekte zu bewältigen und weitere in Angriff zu nehmen, sodass auch Kooperationen mit weiteren Partnern geschlossen wurden. Das bedeutete eine Zusammenarbeit mit nicht-staatlichen Institutionen, die sich bei STATTBAU seit der Gründung zuerst mit der Evangelischen Kirche bewährt hatte:

### Zusammenarbeit mit der Evangelischen Kirche
So nahm STATTBAU neben der „öffentlichen“ Tätigkeit als Unternehmen im Staatsauftrag 1991 Aktivitäten auch außerhalb dieser Treuhänderfunktion im Bereich Kirchliche Immobilien (HKK) und Infrastrukturprojekte auf: Basis war die Gründung eines Unternehmens, dessen Gesellschafter zu je 50 % STATTBAU und der Evangelische Kirchenkreis Berlin Stadtmitte waren:

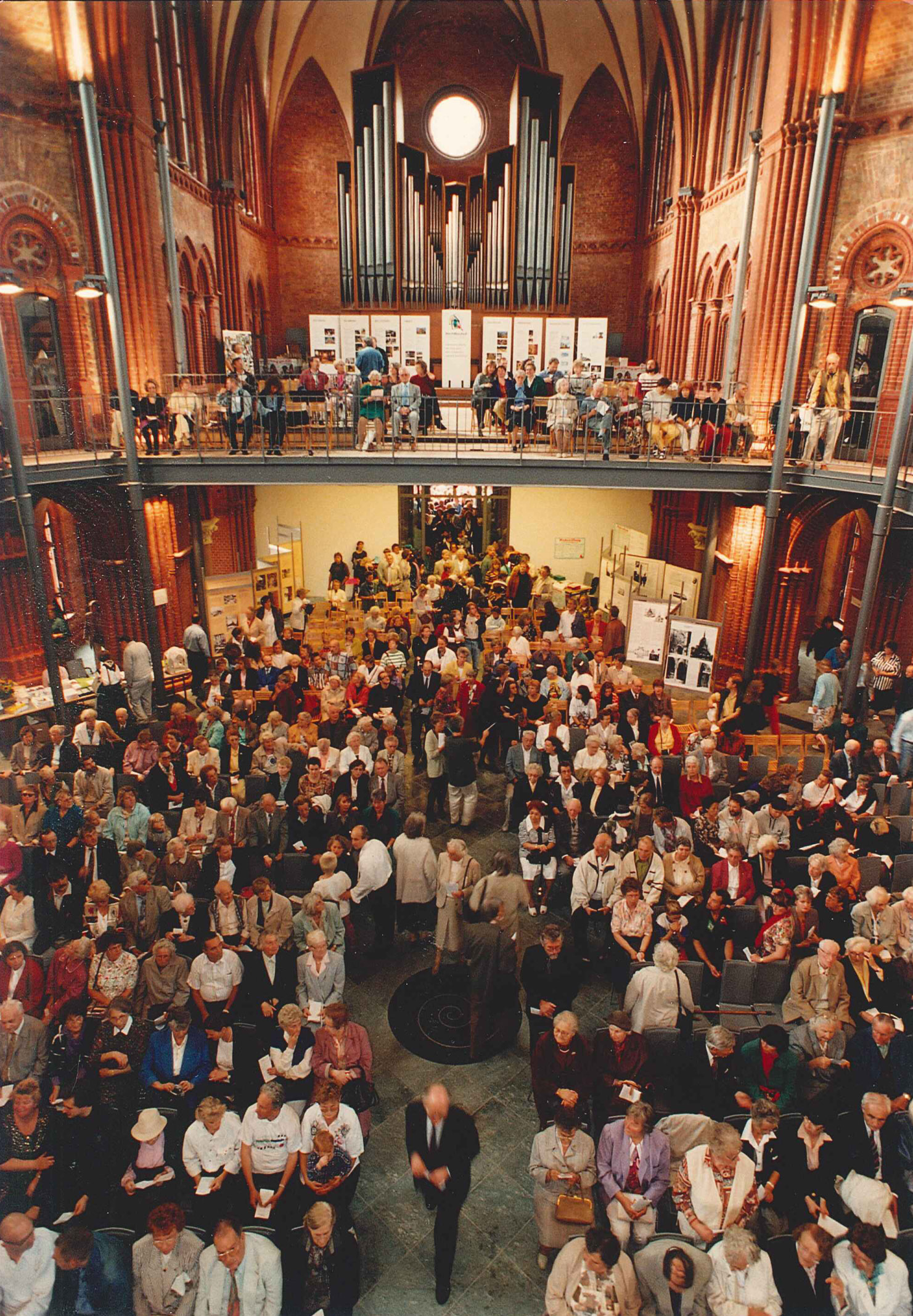
Eröffnung der Heilig-Kreuz-Kirche nach der Sanierung 2010

Diese 1991 gegründete Gesellschaft unterstützt soziale Träger, gemeinnützige Vereine und Kirchengemeinden bei der Instandsetzung und Modernisierung sowie beim Um- und Neubau ihrer Einrichtungen. Das Leistungsspektrum umfasst die Beratung bei den ersten Überlegungen bis zur Planung, Finanzierung, Steuerung, Durchführung und Abrechnung der Baumaßnahmen sowie Aufgaben im Zusammenhang mit der Bewirtschaftung von kirchlichen Immobilien.
Kirchengebäude
1989 hatte bereits – als stadtökologisches Modellprojekt – der Umbau der Heilig-Kreuz-Kirche in der Zossener Straße 65 in Kreuzberg 61 begonnen: Sanierung und Umbau des Kirchengebäudes unter Einbeziehung ökologischer und beschäftigungsfördernder Maßnahmen (bis 2010). Dabei wurde die Kirchbauhof gGmbH gegründet, um Langzeitarbeitslose in den Bauhauptgewerken zu beschäftigen und zu qualifizieren.
1991 wurde ebenfalls gemeinsam mit der Evangelischen Kirche das Projekt Service-Gesellschaft für Beschäftigungs- und Qualifizierungsberatung gmbH zukunft im zentrum (heute zukunft im zentrum GmbH) gegründet. Es wird mit der Umsetzung des Arbeitsmarktpolitischen Rahmenprogramms der Senatsverwaltung für Arbeit und Frauen beauftragt.

## Zweite Zäsur (Haushaltsnotlage Berlin)
Die außerordentlichen Belastungen des Westberliner Haushaltes, der bereits hochverschuldet war, führte mit Bankencrash und zu frühen Erwartungen bezüglich der Hauptstadtfunktionen im Zusammenhang mit den zusätzlichen Investitionen in den Ostberliner Stadtteilen, für die sich kaum privates Kapital bereit fand, seit Ende der 1990er Jahre absehbar in eine Situation, die keine Fortsetzung der vormaligen Finanzierungskonzepte durch die öffentliche Hand erlaubte. Im November 2002 wurde in Berlin der Haushaltsnotstand erklärt.
Ausführlich siehe: Haushaltsnotlage in Berlin
Die Lösung im Baubereich wurde in einer „Neuausrichtung“ der Sanierungspolitik, die den „Erfolg der baulichen Erneuerung“ der bisherigen Vorgehensweise betonte, versucht. Doch diese „Neuausrichtung […] erfordert begleitend verstärkt privates Engagement und macht den Einsatz privaten Kapitals in die Wohn- und Gewerbesubstanz unerlässlich.“
Faktisch konnte der Berliner Senat Bauvorhaben kaum mehr finanzieren, er konnte allenfalls regulieren und STATTBAU in eine Position bringen, in der das Unternehmen aufgrund der staatlichen Vorgaben den privaten Kapitalzufluss steuern konnte. Dies war auch Folge des Wechsels in der Konzeption der Stadterneuerung: Die Stadt setzt ihre Fördermittel nur noch ein „zur Qualifizierung der öffentlichen Infrastruktur, der Aufwertung des Wohnumfeldes und für die Finanzierung […] von Ordnungsmaßnahmen […], z. B. Bodenordnung, Sozialplanaufgaben der Gemeinde, Einsatz von Sanierungsbeauftragten und -trägern zur Steuerung des Sanierungsprozesses.“ Das neue Konzept wurde „Soziale Stadterneuerung“ benannt und am 1. Februar 2005 vom Berliner Senat zustimmend zur Kenntnis genommen.
Siehe: Leitsätze der Sozialen Stadterneuerung
Unabhängig von den Änderungsbeschlüssen musste das bis dahin aufgelegte Erste Berliner Stadterneuerungsprogramm fortgesetzt werden:

### Abschluss der ‚Sanierung der 22 Gebiete‘
Die Schwerpunkte des „Ersten Gesamtberliner Stadterneuerungsprogramms“ ab 1993/1995 lagen in der Hauptsache in Ost-Berlin, in Mitte, Prenzlauer Berg (Pankow) und Friedrichshain. „Insgesamt wurden bis Ende 2011 über 1,96 Milliarden Euro öffentliche Mittel in die 22 Gebiete investiert.“ In 21 der 22 Gebiete sind die Arbeiten mittlerweile (Stand: 2019) beendet.

## Zweites Gesamtberliner Stadterneuerungsprogramm
Während das Erste Gesamtberliner Stadterneuerungsprogramm noch lief, wurde das Zweite unter den neuen Bedingungen aufgelegt.

### Neue Sanierungsgebiete 2007/2011
Nach der Kenntnisnahme der „Leitsätze zur Sozialen Stadterneuerung“ durch den Berliner Senat im Februar 2005 bestand eine neue Handlungsgrundlage für weitere Beschlüsse, die – im Gegensatz zu vorangegangenen Projekten – sich ausschließlich auf Innenstadtbereiche bezogen. Eine Ausnahme bildete Spandau.
Am 22. Mai 2007 beschloss der Senat von Berlin „Vorbereitende Untersuchungen“ für die Karl-Marx-Straße in Neukölln. Dabei war eine „intensive Abstimmung“ notwendig, sodass die Ergebnisse erst 2011 vorlagen.
Am 3. März 2009 wurden „Vorbereitende Untersuchungen“ für weitere sechs Gebiete beschlossen; hinzu kam Mitte 2009 ein „integriertes Entwicklungskonzept“ für die Nördliche Luisenstadt, dem schließlich bis 2011 entsprechende Konzepte auch für die anderen sieben Sanierungsgebiete folgten.
Somit war die Förmliche Festlegung aller acht Gebiete am 15. März 2011 durch Senatsbeschluss möglich. Dabei wurden die zwei Neuköllner Bereiche zu einem Gebiet zusammengefasst.

### Sieben Sanierungsgebiete
Allen Sanierungsgebieten wurden hohe Defizite als „Funktionsschwäche“, in Nutzung und Gestaltung, im Erneuerungsbedarf, in der öffentlichen Erschließung, in der Infrastruktur, etwa im gewerblichen Sektor, und/oder eine „hohe Problemdichte“ zugeordnet. Besonders große „Brachen“ fielen in der Frankfurter Allee Nord an – zum Beispiel das MfS-Areal. Generell wurden in allen Gebieten „Abwärtstendenzen“ festgestellt:
- Mitte – Turmstraße (Moabit)
- Mitte – Müllerstraße (Wedding)
- Mitte – Nördliche Luisenstadt
- Friedrichshain-Kreuzberg – Südliche Friedrichstadt
- Spandau – Wilhelmstraße
- Neukölln – Karl-Marx-Straße und Maybachufer/Elbestraße
- Lichtenberg – Frankfurter Allee Nord

Insgesamt handelte es sich um über 2500 Grundstücke auf einer Fläche von 539 Hektar mit 74.668 Einwohnern. Eingeplant sind 216 Millionen Euro. Zur Finanzierung wurde eine Reihe verschiedener „Töpfe“ vorgesehen. Außer in Friedrichshain-Kreuzberg und Lichtenberg mit zehn Jahren sind als Durchführungsfrist für die Sanierungsmaßnahmen 15 Jahre vorgegeben. Mit der Steuerung der Sanierung wurde STATTBAU betraut.
Detailliert: Zweites Gesamtberliner Stadterneuerungsprogramm

## Entwicklung nach der Haushaltsnotlage
Um den weitgehenden Ausfall der Stadt als Finanzierungspartner auszugleichen, konnte STATTBAU zum einen die bewährte Kooperation mit der Evangelischen Kirche fortsetzen und erweitern und mit weiteren Partnern, auch privaten Investoren, verbinden. Zudem wurde der Kompetenzvorsprung im Bereich Wohnbaugenossenschaften genutzt und beim staatlichen Rückzug auf Infrastrukturmaßnahmen das Prinzip der Nutzung ‚verschiedener (Finanz-)Töpfe‘ entwickelt. Dabei gaben die Behörden weiterhin über ihr ‚Genehmigungs-Privileg‘ die Regeln vor und STATTBAU übernahm die Steuerung.

### Erweiterte Zusammenarbeit mit Kirchengemeinden
- 2009 bis 2014 hatte STATTBAU die Projektsteuerung der Instandsetzung der Martin-Luther-Kirche in Mariendorf inne. Besonderheit ist, dass es sich um eine Kirche handelt, deren Innenraum „von der Ideologie des Nationalsozialismus geprägt“ ist. Sie – so STATTBAU – „ist daher besonders geeignet, sich mit der Geschichte unseres Landes auseinanderzusetzen und soll zu einem Ort für kulturelle und Bildungsveranstaltungen ausgebaut werden.“[8] Die Kirche ist nicht zu verwechseln mit der evangelischen Martin-Luther-Kirche (Berlin-Steglitz), die – als Gegenpart des Regimes – der Bekennenden Kirche und dem Widerstand gegen den Nationalsozialismus eine Zuflucht bot.

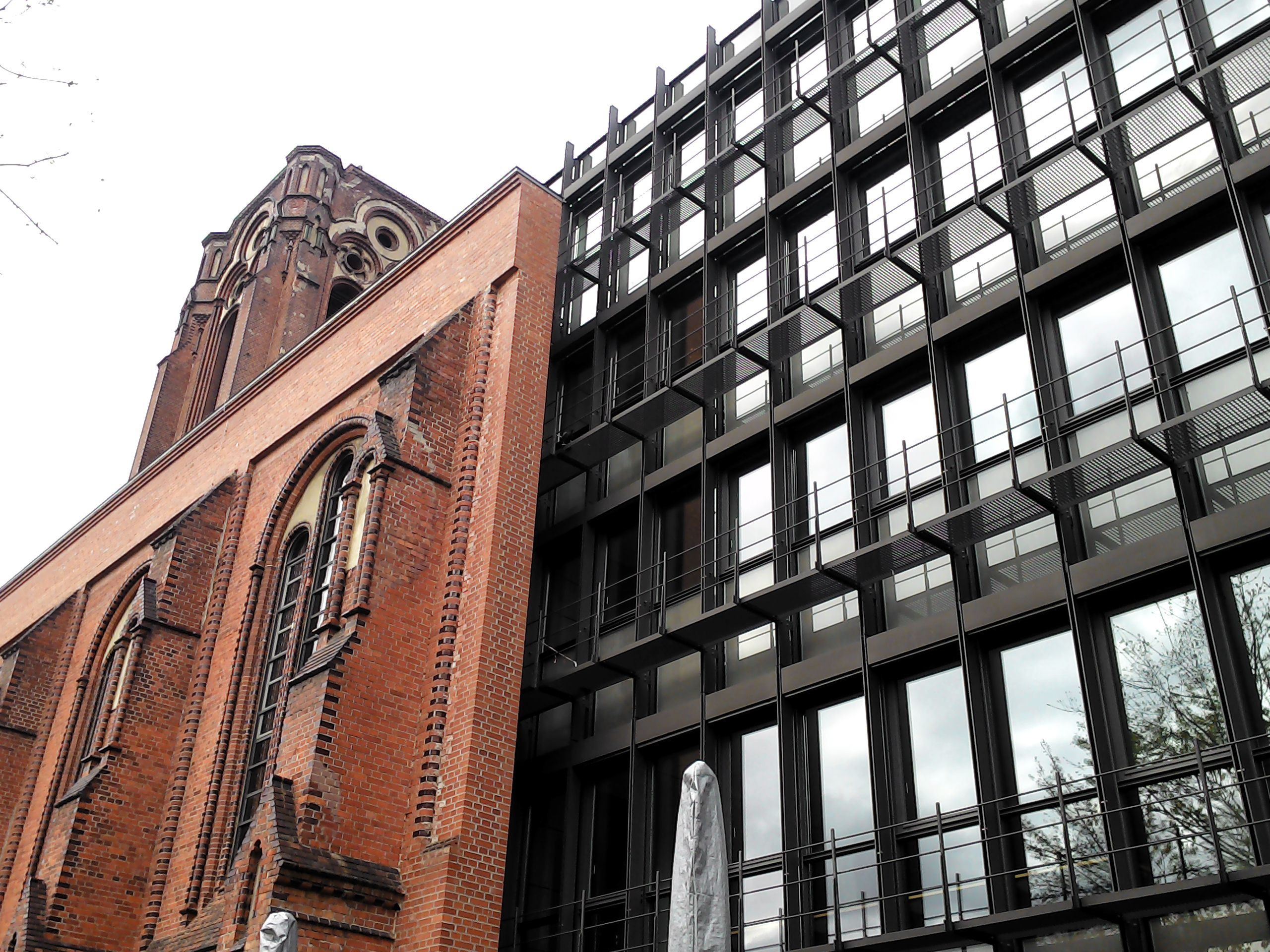
Auferstehungskirche mit ‚weltlich‘ erneuertem Kirchenschiff und ab 2003 dem Sitz von STATTBAU (2016)

STATTBAU und der Kirchenkreis Berlin Stadtmitte machten auch die vernachlässigten Areale religiöser Einrichtungen im Osten der Stadt zum Thema. In Friedrichshain sanierte STATTBAU 2012/13 die Zwinglikirche zur Nutzung als Forum für kulturelle Veranstaltungen und 1993 bis 2003 ebenso die Auferstehungskirche in Friedrichshain, die sich beim Widerstand gegen das DDR-Regime einen Namen gemacht hatte. In einem futuristisch anmutenden Stil wurde das Kirchenschiff zu einem multifunktionalen Saal umgebaut und in hier integrierten Etagen bezog auch STATTBAU seine Büros. Der Turmbereich verblieb der Gemeinde.
Zuerst ging es somit um Kirchen und zugehörige Gebäude und später – auch unter dem Druck steigender Unterhaltskosten für die Kirchengemeinden – um die Friedhöfe.
Friedhöfe
„Die derzeitige ‚Friedhofslandschaft‘ ist für eine Vier-Millionenstadt konzipiert worden. Veränderungen der Einwohnerzahl, der Sterberate und des Bestattungsverhaltens haben in den vergangenen Jahrzehnten zu einer enormen Verringerung des Bedarfes an Friedhofsfläche geführt.“
Das Friedhofsentwicklungskonzept (IFEK), das STATTBAU 2014 im Auftrag des Ev. Friedhofsverbandes Berlin Stadtmitte in Abstimmung mit dem Stadtplanungsamt Neukölln für die Friedhöfe um die Hermannstraße erarbeitet hat, führt „stadtplanerische (‚weltliche‘) Aspekte“ ein, um eine „Umnutzung von nicht mehr für Bestattungen benötigten Friedhofsflächen“ zu bewirken:
„Die fünf westlich und östlich der Hermannstraße gelegenen Friedhöfe St. Thomas (alt und neu), Neuer Luisenstädtischer, Jerusalem V, St. Jacobi (neu) sind von diesen Veränderungen betroffen.“
Fallstudie zur Problematik der Umnutzung von Friedhofsflächen

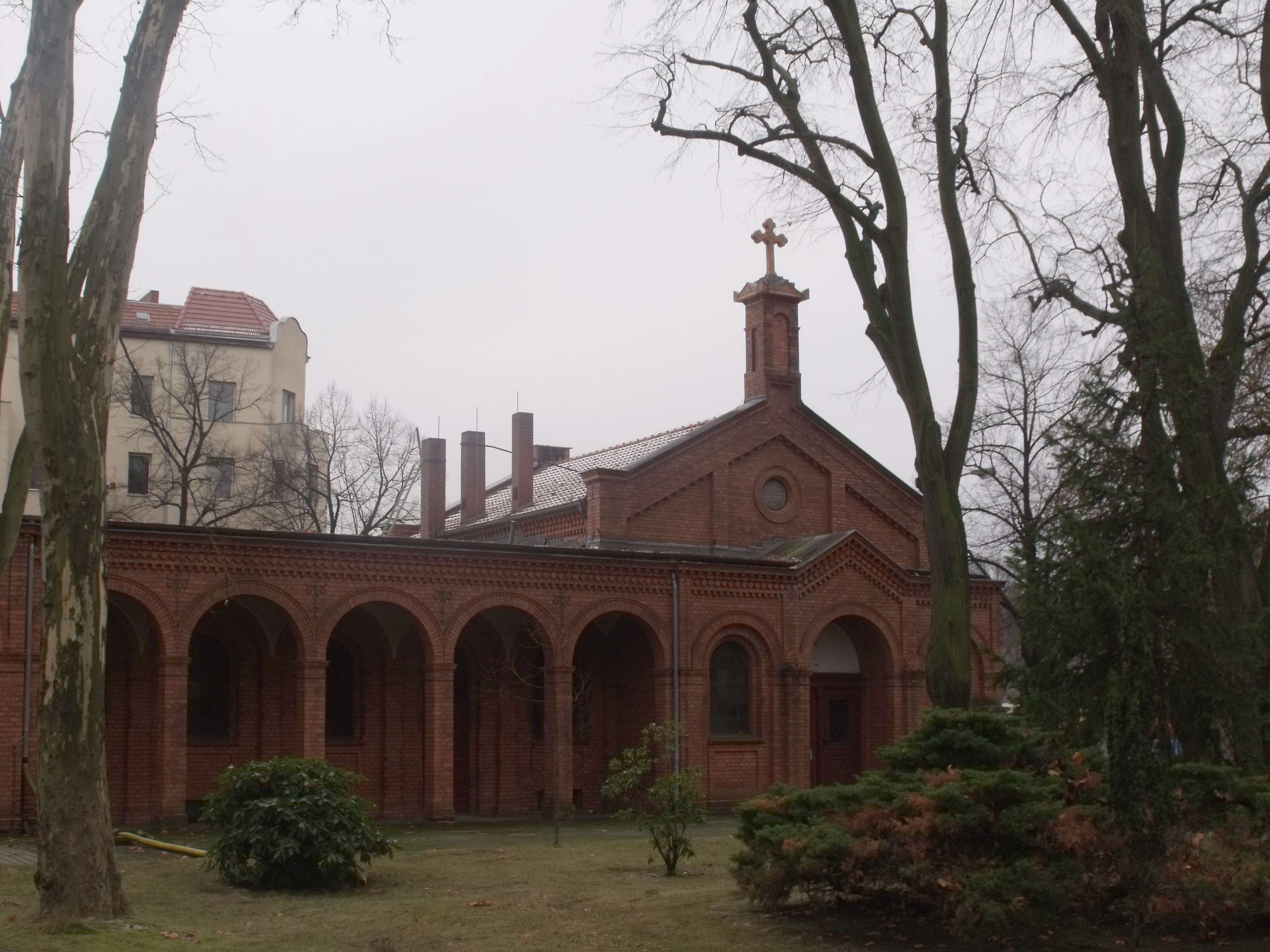
Innenbereich des Eingangsbaus im St. Thomas-Kirchhof in der Hermannstraße in Neukölln

„Der Begriff Friedhofsüberhangfläche […] bezeichnet Friedhofsflächen, die langfristig nicht mehr für Bestattungszwecke benötigt werden und einer neuen Nutzung zugeführt werden können und ggf. auch sollen.“ Die Studie AETERNITAS (2012c) „schätzt, dass von den 36.100 ha Friedhofsfläche in Deutschland etwa 15.000 ha Überhangflächen sind.“ Die Berliner Friedhöfe machen „mit insgesamt rund 1.100 ha etwa 11 % der öffentlichen Grünflächen und damit 1,2 % des gesamten Berliner Stadtgebietes aus. [… Vergleich: Tempelhofer Flugfeld mit 300 ha]. Am 27. Juni 2006 hat der Senat von Berlin den Friedhofsentwicklungsplan beschlossen.“ Beauftragt wurden 2002 Stattbau und ein Gartenbaubüro. Nach deren Untersuchung waren „auf Basis des Richtwerts von 2 m² Friedhofsfläche pro Einwohner und der erwarteten Einwohnerentwicklung […] fast alle Bezirke gegenwärtig und zukünftig mit Friedhofsflächen überversorgt.“ Zwei neue Nutzungsmöglichkeiten wurden vorgeschlagen, erstens Grünfläche/Wald zur „Sicherung des Grünpotentials der Stadt“ und zweitens „Flächennutzungsarten gewerblicher, infrastruktureller, baulicher bis hin zur wirtschaftlichen Nachnutzung, sofern dies im Einklang mit der Umgebung besteht. […] Insgesamt sollen etwa 276 ha Friedhofsfläche in Abstimmung mit den zuständigen Bezirksämtern umgenutzt werden.“ Die Autorin hielt – Veröffentlichung der Studie 2016 – die Planung für unzulänglich und „vermutet“, dass insbesondere „der mangelnde Rechtsanspruch auf Umwidmungen“ sowie unbestimmte Kosten- und Finanzierungsfragen „zu Konflikten zwischen den konfessionellen Friedhofsträgern und den zuständigen Stadtplanungs- und Stadtentwicklungsämtern führen wird. […] Es ist davon auszugehen, dass öffentliche Finanzierungen und Übernahmen von Grün- und Waldflächen bei der derzeitigen angespannten Haushaltslage nicht erfolgen können.“ Ein Modellvorhaben 2008 zeigte die Problematik der Regelung von Nutzungsrechten, Schließung und Umwidmung mit teils jahrzehntelanger Laufdauer. In Berlin liegen „mindestens 30 Jahre zwischen der letzten Beisetzung in einem Grabfeld und einer neuen Nutzung dieser Fläche. Bei pietätsunbefangenen Flächen („Vorhalteflächen“) können sofort Entwidmungen durchgeführt werden.“ Die Untersuchung schloss mit dem Jahr 2013 (veröffentlicht 2016).
Generell gibt es eine Opposition gegen eine Reduzierung der Flächen der Friedhöfe, die auch versucht alternative Möglichkeiten zur Finanzierung von Pflege und Unterhalt zu entwickeln. STATTBAU reagiert auf die Bedenken – ein Beispiel ist der Bau eines Hauses für ein Wohnprojekt, das sich am Rande einer Friedhofsfläche befindet (ehemaliges Verkaufsgebäude für Blumen, Grabsteine). Auch der Baugruppe war wichtig, dass das neue Haus nicht auf ehemaligen Gräbern steht.
Zum Teil gibt es jedoch bislang nicht für Bestattungen genutzte Flächen, die brach liegen oder missbraucht werden und deren Pflege den Gemeinden schon seit Jahren nicht mehr möglich war. Hier versucht STATTBAU eine behutsame Umnutzung:
- „Städtebaulicher Entwurf für den Bebauungsplan B-Plan XIV-285 Jerusalem V: Friedhof Jerusalem und Neue Kirche V im Bezirk Neukölln sollen einer neuen Nutzung zugeführt werden. Wesentliches Ziel des Bebauungsplans ist die Schaffung der planungsrechtlichen Voraussetzungen zur baulichen Entwicklung von Teilflächen des Friedhofs als Allgemeines Wohngebiet sowie einer Grünfläche mit der Zweckbestimmung Friedhof/Parkanlage sowie einer Gedenkstätte. STATTBAU wurde damit beauftragt einen städtebaulichen Entwurf, der dem Bebauungsplan zu Grunde gelegt wird, zu erarbeiten. Im Rahmen der Beauftragung durch den evangelischen Friedhofsverband werden auch die weiteren Entwicklungsschritte betreut und unterstützt.“[11] Gegenwärtiger Stand: Vorbereitung des Bebauungsplans (2017).

- STATTBAU wurde von der Landeshauptstadt Saarbrücken beauftragt, auf Grund der dort ähnlichen Situation („Abnahme von Körperbestattungen zugunsten von Feuerbestattungen sowie konkurrierende Bestattungsmöglichkeiten privater Anbieter“) die Möglichkeiten einer Umnutzung von Überschussflächen zu ermitteln.[12]

### Wohnbaugenossenschaften
Bereits 1986 nutzte Stattbau seine Erfahrungen im Rahmen der Gründung der Luisenstadt eG zur Initiierung von Selbstverwaltung zur Gründung von Wohnungsgenossenschaften. 1995/1997 wurde die Bewohnergenossenschaft FriedrichsHeim eG gegründet.

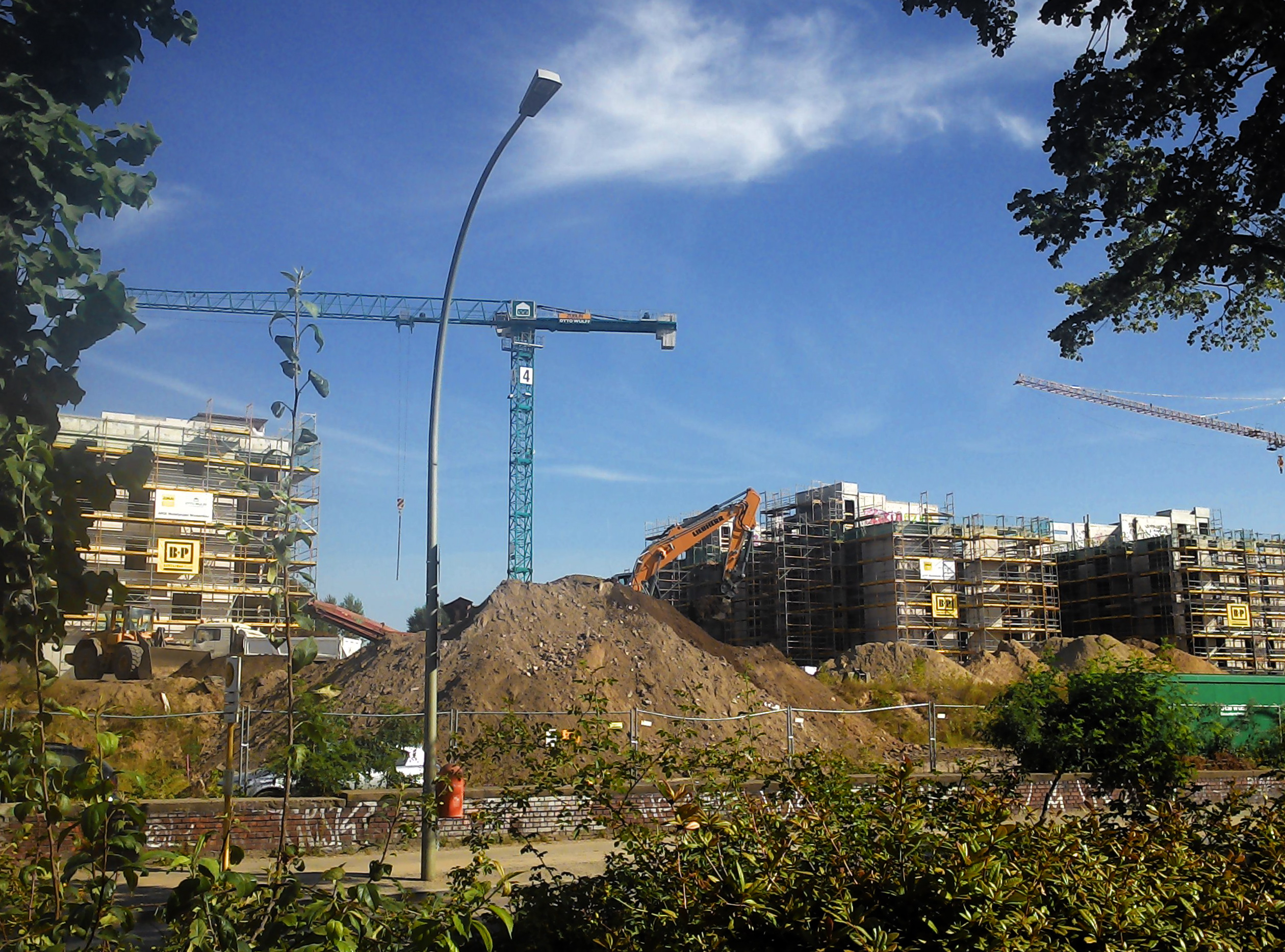
Möckernkiez-Projekt Bauphase 2016

- 2008 richtete STATTBAU zusammen mit der Senatsverwaltung für Stadtentwicklung und Umweltschutz die Netzwerkagentur „GenerationenWohnen“ als Beratungsstelle ein. 2012 wurden die Erfahrungen von 14 im Sommer 2011 bereits realisierten Projekten in einer Broschüre vorgestellt.[13]

- 2008 bis 2013 begleitete STATTBAU die Wohnbaugenossenschaft Möckernkiez eG.

„Rund 200 Baugruppen-Projekte haben in den vergangenen zehn Jahren vor allem die kleinen Baulücken in der Innenstadt für sich entdeckt. In keiner anderen Trägerform verbindet sich die soziale Utopie vom Leben in der Gemeinschaft so eng mit einem konkreten Rechtsmodell.“ (Constance Cremer, Projektleiterin der Netzwerkagentur ‚Generationen-Wohnen‘ und Geschäftsführerin von STATTBAU).
Bis heute gehen zahlreiche Wohngenossenschaftsgründungen auf die Initiative, Beratung und Unterstützung von STATTBAU zurück. Wegen hoher Kosten sind Neubauten für kleine Gemeinschaften oft eine große Herausforderung.

### Infrastrukturprojekte
„Das Städtebauförderprogramm Aktive Zentren setzt wichtige Impulse zur wirtschaftlichen und stadtstrukturellen Stärkung ausgewählter Geschäftsstraßen. Die Zentren sollen als Mittelpunkte der Stadtteile entwickelt werden. Die Lebensqualität, soziale und ethnische Integration, Zugang zu Bildung, ein lebendiges Kulturleben und ein attraktiver öffentlicher Raum stehen dabei im Mittelpunkt.“
Der Sanierungsträger „hat insbesondere die Aufgabe, Grundstücke zu erwerben, die für die öffentliche Infrastruktur benötigt werden, also etwa für Grün- und Verkehrsanlagen oder Einrichtungen der sozialen Infrastruktur. Der Grunderwerb soll vorrangig als Direkterwerb durch das begünstigte Fachvermögen des betroffenen Bezirksamtes erfolgen. […] Dazu stattet die Auftraggeberin den Sanierungsträger mit den erforderlichen Finanzmitteln aus, die in ein Treuhandvermögen fließen, das vom Sanierungsträger bewirtschaftet wird.“
Einrichtungen der sozialen Infrastruktur
Neben Grünflächen und ihrer Nutzung, Verkehrsanlagen und Versorgungssystemen (Wasser, Kanalisation, Energie und heute auch Kommunikationssysteme) bilden die verschiedenen Einrichtungen mit sozialen Komponenten die vier Hauptbereiche von Infrastruktur, deren Bau und Erhalt „Kernaufgabe“ der „öffentlichen Hand“ ist.
Kinderbetreuung und Bildung
Hohen Stellenwert besitzen Einrichtungen für Kinder und Jugendliche – nicht nur, da dies generell einer hohen Aufmerksamkeit in fortgeschrittenen Gesellschaften obliegt –, es geht damit auch um die Gruppe der „jungen Familien“, der in der Lebenswelt eines Stadtteils eine besonderen Stabilisierungsfunktion zugeordnet ist. Diese konzeptionelle Bevorzugung hebt auch auf die Kaufkraft dieser Gruppe ab, die in ihrem Innern – dem Paargefüge – gefördert wird und in stadtplanerischen Erwägungen eine große Rolle spielt. Es gilt als legitim, in der Großstadt für den betreffenden Personenkreis auch großräumige Refugien zu schaffen, zumal dort dann auch Kulturen eine Chance haben (Bioläden, Kunst), die andernorts Nischenversorgung sind. Inzwischen haben auch die Single-Haushalte viel Gewicht.
- STATTBAU gestaltete zahlreiche Spielplätze und Kinderhorte (mehrfach in Stadtteilparks)
- Treffpunkte (Mehrgenerationen, für Frauen, Senioren)
- Umgestaltung in Schulen und Neugestaltung der Höfe
- Sportplätze und „Spots“ (Skateboard- und Inline-Fahrer)